# Dale Reid
Dale Reid OBE (Ladybank, 20 maart 1959 – Townsville, 8 november 2023) was een Schotse golfprofessional die golfte op de Ladies European Tour, van 1979 tot 2005, en de LPGA Tour, van 1997 tot 1998.

## Loopbaan
Tijdens haar golfcarrière bij de amateurs werd ze finalist bij de nationale golfkampioenschappen in Schotland in 1974, en in Frankrijk in 1977. In 1978 haalde ze de finale van van het  French International Lady Juniors Amateur Championship, die ze met 4-3 verloor van Marie-Laure de Laurenzi.
In 1979 werd ze golfprofessional en maakte haar debuut op de Women's Professional Golf Association Tour (nu gekend als de Ladies European Tour). In 1980 behaalde ze haar eerste profzege op die tour door het Carlsberg European Championship op de Finham Park te winnen. In 1991 behaalde ze haar 21ste en laatste zege door de Bloor Homes Eastleigh Classic te winnen. In 2005 golfte ze haar laatste seizoen op de LET.
In 1996 debuteerde Reid op de LPGA Tour en bleef daar golfen tot in 1997.
Reid overleed op 8 november 2023 op 64-jarige leeftijd aan kanker.

## Prestaties

### Professional
Ladies European Tour
| Jaar | # | Toernooi(en)                                                                                         |
| ---- | - | --- |
| 1980 | 1 | Carlsberg (Finham Park)                                                                              |
| 1981 | 2 | Carlsberg (Gleneagles Hotel), Moben Kitchens Classic                                                 |
| 1982 | 1 | Guernsey Open                                                                                        |
| 1983 | 3 | United Friendly Tournament, Lilley Brook Ladies Classic, Caldy Classic                               |
| 1984 | 2 | UBM Classic, JS Bloor Eastleigh Classic                                                              |
| 1985 | 2 | Ulster Volkswagen Open, Brend Hotels International                                                   |
| 1986 | 1 | British Olivetti Tournament                                                                          |
| 1987 | 4 | Ulster Volkswagen Open, Volmac Dutch Open, La Manga Club European Open, Bowring Ladies Scottish Open |
| 1988 | 2 | Birchgrey European Open, Toshiba Players Championship                                                |
| 1990 | 1 | Haninge Ladies Open                                                                                  |
| 1991 | 2 | Ford Classic, Bloor Homes Eastleigh Classic                                                          |

Overige
- 1990: Women's Victorian Open ( AUS)
- 1993: Rorstrand Open ( SWE)

## Landencompetities
Professional
- Solheim Cup ( EU): 1990, 1992 (winnaars), 1994, 1996